# Człopy (gromada)
Człopy – dawna gromada, czyli najmniejsza jednostka podziału terytorialnego Polskiej Rzeczypospolitej Ludowej w latach 1954-1972.
Gromady, z gromadzkimi radami narodowymi (GRN) jako organami władzy najniższego stopnia na wsi, funkcjonowały od reformy reorganizującej administrację wiejską przeprowadzonej jesienią 1954 do momentu ich zniesienia z dniem 1 stycznia 1973, tym samym wypierając organizację gminną w latach 1954-1972.
Gromadę Człopy siedzibą GRN w Człopach utworzono – jako jedną z 8759 gromad na obszarze Polski – w powiecie tureckim w woj. poznańskim, na mocy uchwały nr 39/54 WRN w Poznaniu z dnia 5 października 1954. W skład jednostki weszły obszary dotychczasowych gromad Człopy, Spicimierz, Wieścice i Zieleń ze zniesionej gminy Orzeszków oraz miejscowość Ewinów z dotychczasowej gromady Ewinów ze zniesionej gminy Przykona w tymże powiecie. Dla gromady ustalono 12 członków gromadzkiej rady narodowej.
1 stycznia 1957 gromadę włączono do powiatu poddębickiego w woj. łódzkim.
31 grudnia 1959 do gromady Człopy przyłączono wieś Łęg Baliński z gromady Niewiesz w powiecie poddębickim (woj. łódzkie); z gromady Człopy wyłączono natomiast wieś, kolonię i osadę leśną Ewinów, obszar leśny "Czarny Las" oraz łąki wsi Boleszyn, Smulsko i Wichertów, włączając je do gromady Przykona w powiecie tureckim w woj. poznańskim. Po zmianach tych, gromadę Człopy zniesiono, a jej (pozostały) obszar włączono do nowo utworzonej gromady Kościelnica w powiecie poddębickim (woj. łódzkie).